# ABI1
ABI1‏ (Abl interactor 1) هوَ بروتين يُشَفر بواسطة جين ABI1 في الإنسان.